# Difusividade
Difusividade é a capacidade que as substâncias possuem de se misturar. Pode ser dividida em difusividade molecular e difusividade convectiva. A primeira ocorre quando não há ação (mecânica) para prover a difusão. Exemplo: açúcar em uma xícara de café, se não houver agitação o açúcar se dissolverá mas isso levará muito tempo. A segunda ocorre quando há forças que contribuem para essa dissolução.